# Auguste de Cock
Auguste De Cock, ook De Cock - De Meulemeester (Gent, 30 december 1804 - 9 juni 1869), was een Belgisch senator.

## Levensloop
De Cock was een zoon van de koopman en reder Emmanuel De Cock en van Petronilla De Kuyper. Hij trouwde met Eleonore De Meulemeester. Hij was de schoonvader van volksvertegenwoordiger Edouard De Jaegher.
Hij volgde in het voetspoor van zijn vader en was directeur van de rederij N.V. De Cock Gebroeders en agent van de Lloyd's in Gent. Hij was viceconsul van Frankrijk en van Zweden en Noorwegen in Gent. Daarnaast was hij ook tuinbouwer.

## Politiek
Hij werd in 1843 Oost-Vlaams provincieraadslid tot in 1863, van 1844 tot 1850 als gedeputeerde.
In 1847-48 was hij korte tijd dienstdoende gouverneur van Oost-Vlaanderen.
In 1852 werd hij gemeenteraadslid van Gent tot aan zijn dood, van 1858 tot 1869 als schepen.
In 1863 werd hij verkozen tot liberaal senator voor het arrondissement Gent en oefende dit mandaat eveneens uit tot aan zijn dood.

## Ondernemingen
De handelsactiviteiten van De Cock brachten hem in de beheerraad van heel wat ondernemingen:
- Banque des Flandres,
- Mines et Usines de Sambre et Meuse,
- Société Linière Gantoise,
- Société anonyme du Chemin de fer international de Malines à Terneuzen,
- Belgo-Néerlandaise de Touage,
- Chemin de Fer de Braine-le-Comte à Gand (voorzitter).

Als koopman of politicus was hij:
- lid van de Kamer van Koophandel van Gent (ondervoorzitter 1850-1869);
- lid van de Hulpkas voor Zeelieden varende onder Belgische vlag,
- bestuurder van de Gentse gevangenis,
- ondervoorzitter van de Cercle commercial et industriel de Gand,
- lid van de S.A. d'Horticulture et de Botanique de Gand,
- lid van de Hoge raad voor Industrie en Handel.